# 충격과 공포
충격과 공포(Shock and awe), 또는 신속 제압(rapid dominance)는 미국의 새로운 군사전략으로, 할란 울먼이 1996년 쓴 책의 이름에서 유래되었다. 이 전략은 2003년 이라크 전쟁에서 본격적으로 사용되었다.

## 설명
미국은 냉전 동안 소련과의 전면전을 상정해 대규모의 핵무기와 병력을 기반으로 하는 전략을 가지고 있었으나, 1989년 냉전이 종결되면서 새로운 전략의 가능성이 대두되었다. 이 새로운 전략은 기존의 재래식 무기에 기술적 진보를 적용하여 적을 보다 정밀하게 공격하여 기존의 핵무기가 낼 수 있는 전략적인 효과를 대신하는 것이었다. 이 새로운 전략은 1989년 미국의 파나마 침공과 1990년 걸프 전쟁에서 그 가능성이 입증되었고, 2003년 이라크 전쟁에서 본격적으로 사용되었다.
이 전략의 목적은 적의 전쟁 수행 의지와 통제를 마비시키는 것이다. 이를 위해서 압도적인 전력으로 육지, 바다, 공중, 우주, 특수부대 등 가용한 모든 수단을 신속히, 동시에 사용해서 적의 주요 기지와 적의 '무게중심'을 타격해 전략, 전술적으로 적의 전쟁 수행 기능을 상실시키고, 적의 의지를 무너뜨리게 된다. 이는 적에게 기반 시설에 대한 물리적인 피해를 입힘과 동시에 필수적인 정보 및 상업의 흐름을 정지시키고, 순식간에 이러한 타격을 입은 적은 마치 히로시마와 나가사키에 원자폭탄이 떨어졌을 때의 일본과 같이 전국적인 충격을 받게 된다. 또한 이러한 충격은 적에게 정치적, 군사적으로 상대방에 대한 공포를 유발하게 되며, 이로 인해 전쟁 수행 의지를 빠르게 상실하게 된다.
미국이 이라크 전쟁에 적용하고 있는 ‘충격과 공포(Shock and War)’공격개념의 고안자인 할란 K 얼만 전략국제문제연구소(CSIS) 선임연구원은 2003년 3월 22일 한국일보와의 전화 인터뷰에서 “이 공격의 핵심은 개전 초반 원자폭탄의 파괴력에 맞먹는 대규모의 동시 정밀 유도 폭격을 통해 적이 항복하지 않고서는 다른 대안을 택할 수 없도록 하는 데 있다”고 말했다.

## 핵무기 대체
대규모 정밀유도무기를 이용하는 `충격과 공포'의 공동개발자 하런 울먼은 "우리는 그들이 포기하기를 원한다. 그들이 싸우지 않기를 원한다"며 "그래서 수일 또는 수주일이 아니라 수분내에 히로시마 원자폭탄 리틀 보이와 유사한 효과를 얻게 된다"고 설명했다.

## 북한 비핵화
한국, 일본, 독일 등 G20 강대국이면서 비핵화 국가들은 미국의 충격과 공포라는 최신 군사교리에 근거해서, GPS 정밀 유도 폭탄, GPS 정밀 유도 순항미사일, GPS 정밀 유도 탄도미사일이 재래식 탄두를 사용하면서도 핵탄두를 사용한 효과를 낸다는 점을 잘 인식하고 있다.
그러나 북한은 아직 충격과 공포 전략을 정확하게 이해하고 있지 못해서, 비핵화를 하면 나라가 멸망할 것이라고 생각한다. 70년대 박정희 대통령이 핵개발을 하던 때에는 그런 생각이 맞지만, GPS 정밀유도 재래식 무기가 대중화된 2000년대에는 맞지 않은 생각이다.
현대전에서는 GPS 정밀유도 재래식 폭탄이 70년대 핵폭탄의 파괴력을 갖는다. 옛날에는 정밀유도가 불가능해서 탄두의 폭발력을 매우 증대시킨 것이었는데, 오늘날에는 정밀유도로 목표물 건물의 창문까지 뚫고 들어간다. 따라서 탄두의 폭발력을 늘리지 않아도, 적군의 핵심군사시설, 핵심산업시설을 단 몇분만에 모두 파괴해 원시시대로 만들 수 있다. 2003년 이라크 전쟁에서, 정밀유도 스마트 재래식 무기로 새벽에 대규모 공습을 단행한 미군이, 아침 해가 뜨자 이라크를 원시시대로 만들어서, 이를 실전에서 입증했다. 즉, 2000년대에는 GPS 무기가 있으면 핵무기가 전혀 필요없다.
2012년 미러간 뉴 스타트 조약으로, 미국 B-1 랜서 전략핵폭격기는 1.2메가톤 B83 수소폭탄 24발을 제거하고, 재즘 GPS 유도 순항미사일 24발 또는 GBU-38 JDAM GPS 정밀유도폭탄 48발을 탑재한다. 왜냐하면, 원하는 적군의 핵심목표시설의 파괴능력이 동일하기 때문이다.

## KGGB
2013년 한국은 한국형 GPS 유도폭탄(KGGB)을 개발해서, 모든 민관군의 비행기에서, 특별한 개조 없이, 간단하게 사거리 110 km의 GPS 정밀유도폭탄을 투하할 수 있게 했다.

## 같이 보기
- 심리전
- 테러
- 전격전